# Jerzy Sikora (lekarz)
Jerzy Stanisław Sikora (ur. 16 lipca 1957 w Częstochowie, zm. 12 lipca 2019) – polski ginekolog, prof. dr hab. nauk medycznych, profesor wizytujący Katedry Położnictwa i Ginekologii Wydziału Lekarskiego w Katowicach Śląskiej Akademii Medycznej i Instytutu Techniki i Aparatury Medycznej ITAM.

## Życiorys
W 1982 ukończył studia medyczne w Śląskiej Akademii Medycznej w Katowicach, 22 kwietnia 1993 obronił pracę doktorską Aktywność reninowa osocza, stężenie aldosteronu i ciśnienie tętnicze krwi w rytmie dobowym u ciężarnych z nadciśnieniem indukowanym przez ciążę, otrzymując doktorat, a 17 kwietnia 2002 habilitował się na podstawie oceny dorobku naukowego i pracy zatytułowanej Cyfrowa analiza kardiotokogramu w klinicznej prognozie stanu płodu. 26 lutego 2010 nadano mu tytuł profesora w zakresie nauk medycznych.
Został zatrudniony na stanowisku profesora nadzwyczajnego Katedry Ginekologii i Położnictwa na Wydziale Lekarskim w Katowicach Śląskiego Uniwersytetu Medycznego oraz pełnił funkcję profesora wizytującego Katedry Położnictwa i Ginekologii Wydziału Lekarskiego w Katowicach Śląskiej Akademii Medycznej i Instytutu Techniki i Aparatury Medycznej ITAM.
Był przewodniczącym na Oddziale Śląskiego Polskiego Towarzystwa Medycyny Perinatalnej i sekretarzem Polskiego Towarzystwa Ginekologicznego, a także zasiadł w Radzie Naukowej w Instytucie Techniki i Aparatury Medycznej w Zabrzu i komisji do oceny realizacji Programu Ministerialnego Leczenia Niepłodności.

## Odznaczenia
- Medal „50 lat Oddziału Śląskiego Towarzystwa Ginekologicznego[3]
- Srebrny Krzyż Zasługi[3]
- Medal Komisji Edukacji Narodowej[3]

## Publikacje
- Porównanie wybranych parametrów określających czynność serca płodu w zapisie kardiotokograficznym wspomaganym komputerem u kobiet w II i III trymestrze ciąży o przebiegu prawidłowym[1]
- Porównanie zawartości informacyjnej sygnałów mechanicznej i elektrycznej aktywności serca płodu[1]
- 2007: Przyczyny urodzenia noworodków z niską punktacją w skali Apgar[1]
- 2007: The Differences in RCAS1 and DFF45 Endometrial Expression Between Late Proliferative, Early Secretory, and Mid-Secretory Cycle Phases[1]
- 2007: RCAS1 Decidual Immunoreactivity during Cesarean Section in Scar Deciduosis: Immune Cell Presence and Activity[1]
- 2009: Zmiany mRNA wariantów alternatywnego składania C-endopeptydazy prokolagenu w mięśniakach macicy w zależności od fazy cyklu miesięcznego i u kobiet w okresie klimakterium[1]
- 2009: Ocena współzależności między długością kości nosowej a wymiarem dwuciemieniowym w ultrasonograficznych badaniach prenatalnych między 15. a 20. tygodniem ciąży[1]
- 2009: Czy hiperhomocysteinemia może stanowić przyczynę nawracających poronień?[1]